# Amazontangara
Amazontangara (Tangara mexicana) är en fågel i familjen tangaror inom ordningen tättingar.

## Utseende och läte
Amazontangaran har en slående fjäderdräkt. I dåligt ljus kan den verka helmörk, men har mörkblått ansikte med en svart fläck framför näbben och blå flanker med svarta fläckar. På rygg, vingar och stjärt är den svartaktig och undertill ljusgul. Lätet består av en serie snabba och ljusa "psii".

## Utbredning och systematik
Amazontangaran delas in i fyra underarter med följande utbredning:
- Tangara mexicana media – östligaste Colombia till östra Venezuela och nordvästra Brasilien
- Tangara mexicana vieilloti – Trinidad
- Tangara mexicana boliviana – östra Colombia till norra Bolivia och västra Amazonområdet i Brasilien
- Tangara mexicana mexicana – tropiska områden i Guyana

Tidigare inkluderades vitbukig tangara (T. brasiliensis) i arten. Den urskildes dock 2016 som egen art av BirdLife International och 2023 av International Ornithological Congress.

## Levnadssätt
Amazontangaran hittas i skogsbryn i skogslandskap, plantage och trädgårdar. Den ses oftast högt uppe i trädkronor. Fågeln påträffas vanligen i par eller små artrena flockar. 

## Status och hot
Arten har ett stort utbredningsområde, men tros minska i antal, dock inte tillräckligt kraftigt för att den ska betraktas som hotad. Internationella naturvårdsunionen IUCN listar arten som livskraftig (LC).